# Effetto Streisand

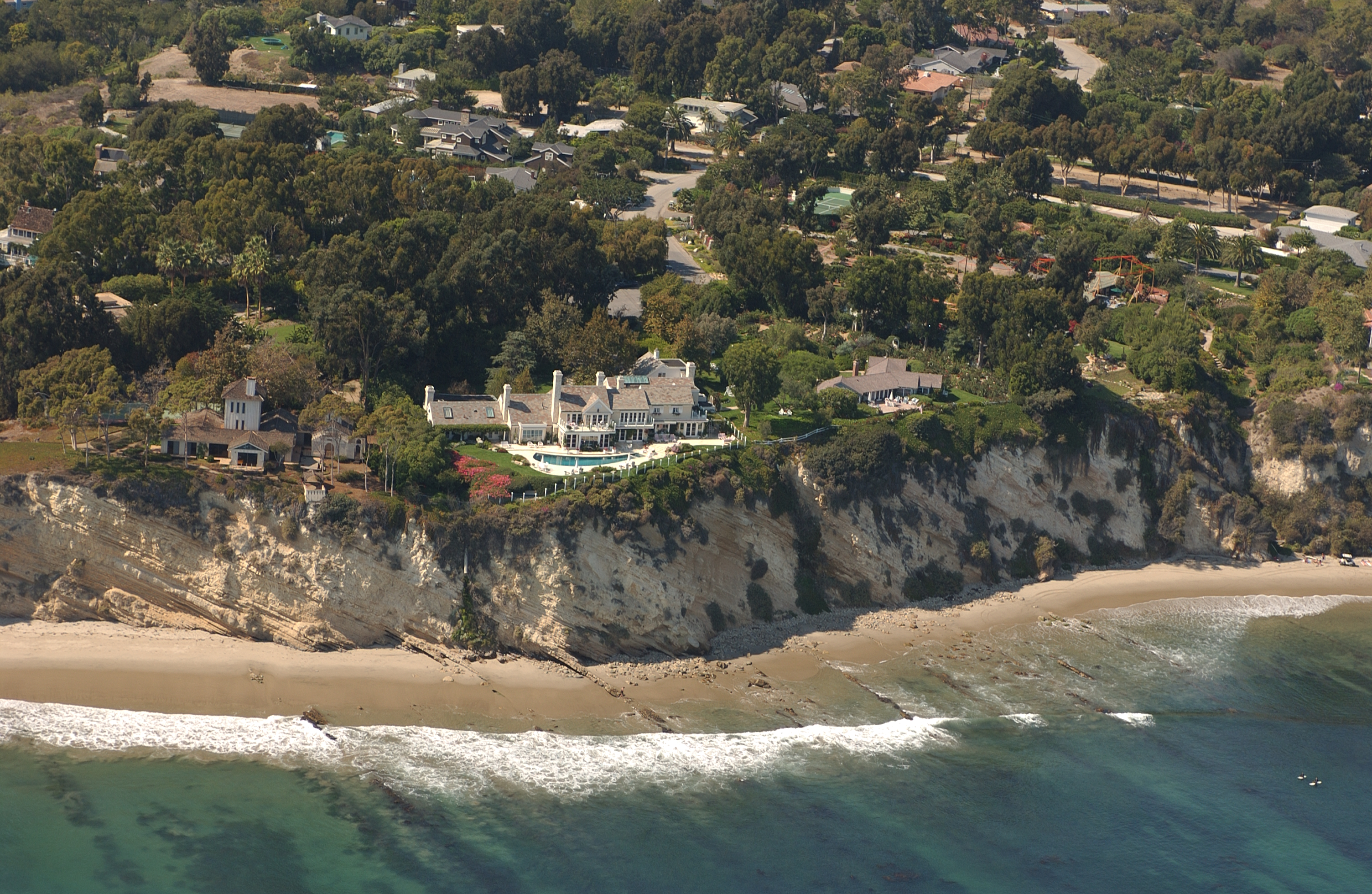
L’immagine aerea incriminata della villa di Barbra Streisand a Malibù

L'effetto Streisand (in inglese Streisand effect) è un fenomeno mediatico per il quale un tentativo di censurare o rimuovere un'informazione ne provoca, contrariamente alle attese, l'ampia pubblicizzazione.
Nato come meme di Internet, il fenomeno riguarda genericamente qualsiasi fattispecie che acquisisca importanza e notorietà principalmente in quanto oggetto di tentativi, o richieste d'imperio, di rimozione od oscuramento: esempi tipici di tali tentativi di oscuramento sono la censura di una fotografia, un algoritmo, un documento informatico o un sito web (per esempio tramite una diffida): a causa dell'improvvisa attenzione mediatica l'informazione viene replicata tramite innumerevoli e imprevedibili canali vanificando ogni tentativo di impedirne la diffusione.

## Origine
Il nome Streisand effect si deve a un blogger e imprenditore statunitense, Mike Masnick, che prese spunto da una vicenda avvenuta in California: l'attrice e cantante Barbra Streisand, nel 2003, intentò un'azione legale nei confronti del sito web Pictopia, del fotografo Kenneth Adelman e altri al fine di ottenere un risarcimento di 10 milioni di dollari e la rimozione dal citato sito di quelle immagini di Adelman che, a giudizio di Streisand, mettevano in pericolo il suo diritto alla privacy in quanto raffiguravano la propria villa a Malibù.
Adelman si difese sostenendo che le sue fotografie avevano scopo solo documentale, in quanto tese a rappresentare l'erosione costiera della regione e che le immagini sarebbero state disponibili al pubblico nel quadro di un progetto di monitoraggio delle coste californiane.
Quale risultato, la notizia della denuncia di Barbra Streisand ebbe l'effetto di moltiplicare l'attenzione sulla fotografia incriminata della sua villa (edificio che, come fece ironicamente notare anche la testata on-line The Smoking Gun, era visibile già da tempo anche sulle mappe satellitari del sito web GlobeXplorer) la quale passò da poche migliaia a più di 420000 visualizzazioni nel mese successivo alla notizia.

## Alcuni esempi di “effetto Streisand”
A seguire alcuni esempi di “effetto Streisand” senza pretesa di esaustività.
- Ad aprile 2007 il tentativo di bloccare la pubblicazione di una chiave AACS su Digg giunse alla ribalta quando la notizia della diffida a rimuovere detta chiave venne ripresa da numerosi siti web; l'effetto prodotto fu la riproduzione di tale chiave, in diversi formati, su vari forum, siti web e chat room, con la didascalia «il numero più famoso di Internet». In un mese la chiave fu pubblicata su più di 280 000 pagine web e comparve in un video caricato su YouTube che ebbe più di 45 000 visualizzazioni[8][9].
- Nel 2008 Scientology tentò di ottenere la soppressione di un video on-line di Tom Cruise considerato lesivo nei confronti di tale organizzazione; il tentativo, fallito, produsse l'effetto opposto di dar vita a Chanology, rete anonima di protesta contro le attività di Scientology[10]. Analogamente la stessa Scientology tentò di ottenere la rimozione di alcuni documenti giudicati lesivi da WikiLeaks, ma la risposta di quest'ultima consisté nella promessa di «diffusione di migliaia di altre pagine riguardanti la chiesa di Scientology».
- Il 5 dicembre 2008 Internet Watch Foundation (IWF), associazione di volontariato britannica di monitoraggio dei contenuti sulla rete, aggiunse la voce di Wikipedia Virgin Killer ― relativa a un album del 1976 del gruppo hard rock tedesco degli Scorpions ― nella propria lista nera in quanto la copertina di detto album, che raffigura una (all'epoca) tredicenne nuda, fu definita «immagine potenzialmente illegale e indecente di una minorenne»[11]; Jack Schofield, giornalista del Guardian, obiettò al riguardo che la fotografia della copertina dell'album era da molto tempo liberamente disponibile senza problemi su Amazon[11], aggiungendo ironicamente come fosse «stupefacente come la nostra civiltà sia sopravvissuta per più di trent'anni a questo male [la copertina] che si portava appresso». La voce divenne rapidamente tra le più lette di Wikipedia[12] e la notizia della lista nera provocò la pubblicazione dell'immagine su altri siti[13]. Seguì la decisione da parte degli amministratori di Wikipedia in inglese di rendere inaccessibile, a scopo dimostrativo, l'intero progetto a tutti gli utenti che vi accedessero tramite i sei provider britannici che avevano adottato la lista nera dell'IWF[14]. Come fece notare l'editorialista del New York Times Evgenij Morozov, «Nel bene e nel male Internet non risponde in maniera prevedibile alla minaccia di azioni legali: semplicemente non è pensabile muovere causa a molti, talora anonimi, individui soggetti a numerose varie giurisdizioni»[14] e che, nell'era di Internet, IWF aveva adottato — al pari di Barbra Streisand — un approccio pre-tecnologico e che meglio avrebbe fatto ad «approcciare» e non a «fronteggiare» la comunità online[14], refrattaria alle imposizioni[14]. Se Schofield aveva già fatto notare che l'iniziativa dell'IWF «ovviamente non serve per fermare la vera pornografia minorile, che tutti aborriamo»[11] e che «chi proprio vuole perderci un po' di tempo troverà ugualmente il modo di accedere al contenuto censurato»[11], la stessa IWF dovette emanare un comunicato in cui annunciava la rimozione della voce di Wikipedia dalla lista nera «visto il considerevole periodo di tempo in cui l'immagine era stata disponibile in passato»[15], pur continuando a considerare la foto «un potenziale abuso minorile»[15] per poi ammettere che la decisione di inserire Virgin Killer nella propria lista nera era stato «controproducente»[15].
- A luglio 2009 il gruppo immobiliare Horizon Realty Group di Chicago (Stati Uniti) intentò azione legale per diffamazione contro Amanda Bonnen, una sua ex inquilina che, dalle pagine di Twitter, aveva pubblicato un commento giudicato denigratorio delle condizioni dell'appartamento in cui essa aveva vissuto, chiedendole un risarcimento di 50000 $[16]; il tweet, originariamente visto da solo 17 lettori[16], dopo la notizia del procedimento legale vide numerosissimi accessi; a gennaio 2010 il giudice archiviò la citazione per non luogo a procedere[17].
- Il 4 aprile 2013 la direzione del servizio di intelligence del Ministero dell’interno francese richiese a Wikimedia Foundation la cancellazione della voce sulla stazione militare di Pierre-sur-Haute dall'edizione in francese di Wikipedia; incontrato un rifiuto si rivolse al presidente di Wikimédia France Rémi Mathis, che del capitolo linguistico in francese di Wikipedia è anche amministratore[18]; questi fu obbligato sotto minaccia di arresto[18] a rimuovere detta voce, benché Mathis non avesse mai contribuito alla stessa e fosse completamente all'oscuro della sua esistenza. A seguito della pubblicazione di un comunicato stampa da parte di Wikimedia Foundation[19], la pagina, nel frattempo ripristinata da un'amministratrice francofona proveniente dalla Svizzera, ricevette 120000 visite nel fine settimana successivo[20]; tale voce, inoltre, fino ad allora praticamente sconosciuta, figura dopo il fatto in più di trenta capitoli linguistici di Wikipedia[21].
- A giugno 2014, facendo seguito a un pronunciamento della Corte di giustizia dell’UE riguardo al cosiddetto «diritto all'oblio»[22], Google iniziò, su richiesta degli interessati, a vagliare le richieste di rimozione — dalle versioni nazionali europee del proprio motore di ricerca — di eventuali risultati che riconducessero a link giudicati pregiudizievoli del prestigio e dell'onorabilità delle parti richiedenti. Tra i collegamenti di cui si chiese la deindicizzazione figurava un articolo del 2007 del giornalista finanziario BBC Robert Peston[23]. In tale articolo Peston criticava in maniera molto decisa la gestione di Stanley O'Neal, all'epoca amministratore delegato della banca Merrill Lynch, nella vicenda nota come crisi dei subprime che portò l'istituto da O'Neal guidato sull'orlo della bancarotta e all'assorbimento da parte di Bank of America. Il 2 luglio 2014 BBC ricevette da Google una comunicazione che la pagina web dell'articolo di Peston era stata rimossa dai risultati di ricerca delle versioni europee del motore[24] (rendendolo quindi disponibile solo ai navigatori della versione internazionale[22][24]); non essendo stato reso noto il nome del richiedente la deindicizzazione, è indeterminato se si trattasse dello stesso O'Neal oppure di qualche persona citata nei commenti all'articolo[24]. La BBC criticò sia il pronunciamento della UE che la decisione di Google, a suo dire lesiva della libertà d'espressione e d'informazione[24][25], ma l'effetto di tale rimozione dai risultati di ricerca fu quello di rilanciare la notorietà dell'articolo[25], il cui link originale fu diffuso tramite numerosi messaggi su Twitter e ripreso da numerosissimi blog già entro un'ora dalla notizia pubblicata dalla BBC[25].